# Village People
I Village People sono un gruppo musicale statunitense di disco music, attivo soprattutto negli anni settanta e ottanta.
Il loro nome, letteralmente la gente del villaggio, si riferisce al Greenwich Village di New York, luogo frequentato dalla comunità omosessuale.

## Storia
Il gruppo fu fondato dal compositore francese Jacques Morali nel 1977. Morali aveva già composto alcune canzoni quando conobbe Victor Willis in uno studio di registrazione e quest'ultimo accettò di cantare nel primo album Village People. Fu un successo; così Morali e il suo socio Henri Belolo decisero di costituire attorno a Willis un gruppo di disco music.
I componenti dei Village People andavano in scena vestiti da archetipi dell'immaginario gay: il poliziotto, l'operaio, il nativo americano, il motociclista, il soldato e il cowboy.
I maggiori successi arrivarono con Go West (di cui i Pet Shop Boys fecero una cover di successo), In the Navy, Macho Man, 5 O'Clock in the Morning e YMCA, famosissima e diffusissima ancora oggi. Complessivamente, tra album e singoli, i Village People hanno venduto 60 milioni di copie e sono diventati un'icona gay e un fenomeno di costume.
Nel 1980 girano il film Can't Stop the Music diretto da Nancy Walker con Steve Guttenberg.
Il gruppo pubblicò nel 1985 l'ultimo singolo, dal titolo Sex Over The Phone, contenuto nell'album omonimo.
Nei primi anni del duemila si diffuse la notizia del decesso di tutti i membri del gruppo a causa dell'Aids. Tale notizia fu smentita dalle loro apparizioni anche in Italia, nel 2005, presso la comunità gay di Torre del Lago e nel concerto a Roma al Gay Village del 20 giugno 2010.
Il 2 ottobre 2021 il gruppo è tornato in Italia come ospite del programma Arena Suzuki '60 '70 '80 condotto da Amadeus su Rai 1, dove ha cantato i suoi successi YMCA, Macho Man e In the Navy.
Il 20 gennaio 2025 i Village People si sono esibiti a Washington, durante il comizio celebrativo della vittoria alla Presidenza degli Stati Uniti di Donald Trump, prima del giuramento. Lo stesso Presidente ha cantato e ballato per qualche minuto sul palco con il gruppo.

## Formazione

### Formazione attuale

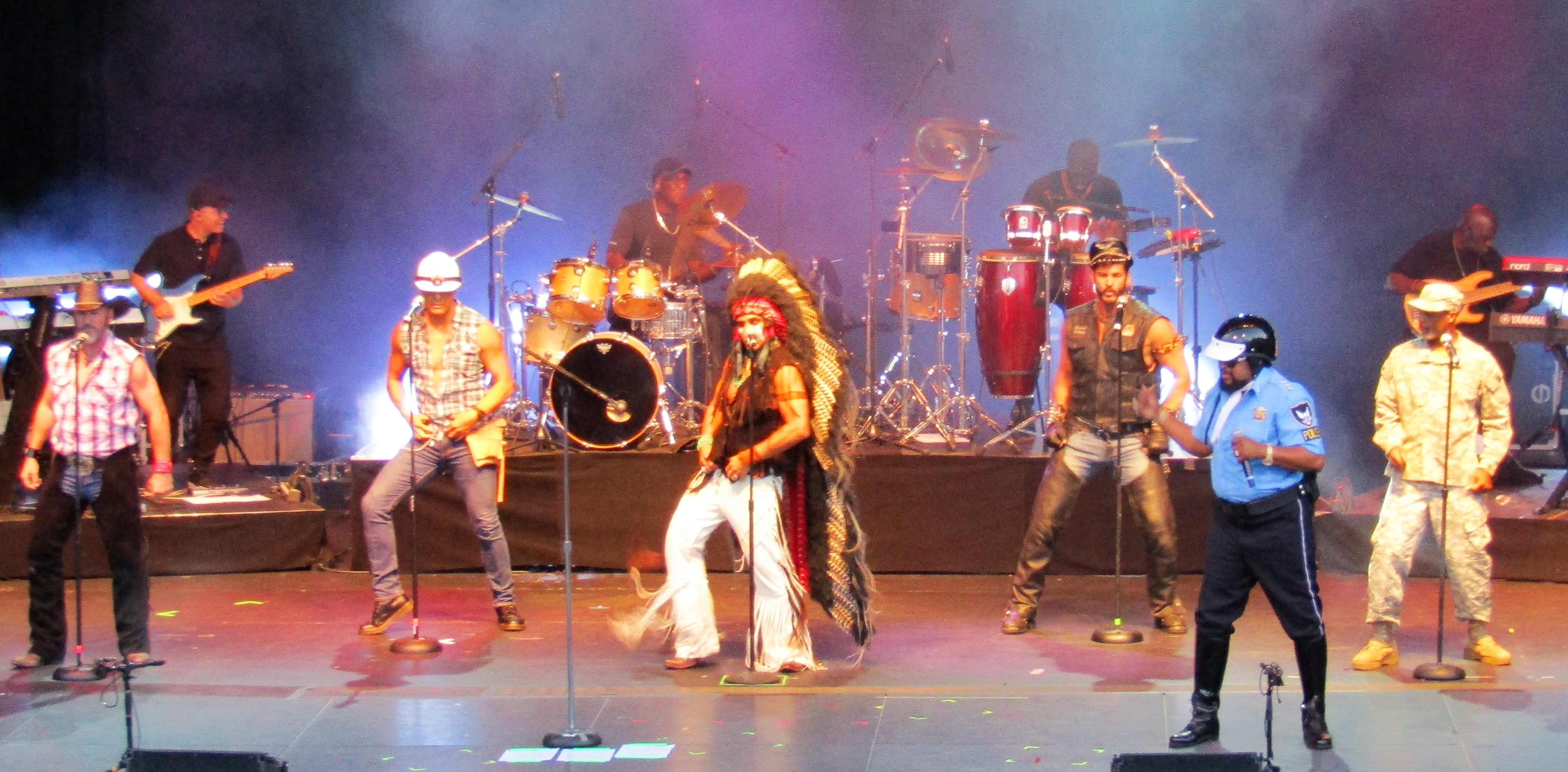
I Village People durante un'esibizione nel 2018

- Ray Simpson (poliziotto) (1980-1983, 1987-presente)
- Felipe Rose (indiano) (1977-presente)
- Alex Briley (soldato) (1977-presente)
- Bill Whitefield (operaio) (2013-presente)
- Jim Newman (cowboy) (2013-presente)
- Eric Anzalone (motociclista) (1995-presente)

### Ex componenti
- Victor Willis (poliziotto) (1977-1979, 1982-1983)
- Miles Jaye (poliziotto) (1983-1984)
- Ray Stephens (poliziotto) (1985)
- Mark Mussler (operaio) (1977)
- David Hodo (operaio) (1978-1982, 1987-2013)
- Mark Lee (operaio) (1982-1985)
- Dave Forrest (cowboy) (1977)
- Randy Jones (cowboy) (1978-1980, 1987-1991)
- Jeff Olson (cowboy) (1980-1985, 1991-2013)
- Lee Mouton (motociclista) (1977)
- Glenn Hughes (motociclista) (1978-1995)

## Discografia

### Album in studio
- 1977 – Village People
- 1978 – Macho Man
- 1978 – Cruisin'
- 1979 – Go West
- 1980 – Can't Stop the Music
- 1981 – Renaissance
- 1982 – Fox on the Box
- 1983 – In the Street
- 1985 – Sex Over the Phone

### Raccolte
- 1988 – Greatest Hits
- 1989 – Greatest Hits '89 Remixes
- 1994 – The Best of Village People
- 1998 – The Very Best Of
- 2001 – 20th Century Masters, The Millennium Collection... The Best of Village People

### Live
- 1979 – Live and Sleazy

### Singoli
- 1977 – San Francisco (You've Got Me)
- 1977 – Village People
- 1978 – I Am What I Am
- 1978 – Macho Man
- 1978 – YMCA
- 1979 – Go West
- 1979 – In the Navy
- 1979 – Ready for the 80's
- 1979 – Sleazy
- 1980 – Can't Stop the Music
- 1980 – Magic Night
- 1981 – Do You Wanna Spend the Night
- 1981 – 5 O'Clock in the Morning
- 1985 – Sex Over the Phone
- 2013 – Let's Go Back to the Dance Floor
- 2018 – A Very Merry Christmas to You